# インチキ外国語
インチキ外国語（インチキがいこくご）は日本語において用いられる、外国語に似せた言葉である。
冗談としてのニュアンスを含有するものが多い。和製外来語が外国語の単語を組み合わせるのに対し、こちらは実在しない言葉を作る点で区別され、外国語の単語を一切用いないものも多く存在する。タモリのハナモゲラ語がそれにあたる。オール阪神や中川礼二、石井てる美やゆりやんレトリィバァなども持ち芸にしている。

## 言葉遊び
言葉遊びとして外国語に聞こえる言葉を作ったり、外国語をもじったりするのがよく見られる。「ハナモゲラ語」などが有名で、古くから存在した。饅頭を指して「オストアンデル（押すと餡出る）」、蚊取り線香をさして「マーストカートル（回すと蚊取る）」、袴を指して「スワルトバートル（座ると場取る）」などがあった。夏目漱石の『吾輩は猫である』には美学者の迷亭が西洋料理店で「トチメンボー」を注文したりインチキ外国人名を使って他人をからかうシーンが出る。
これに近い例で、日本語で意味を持つ語を外国語風に訛らせて商品名とする例が昭和初期頃からよく見られる。園芸関係、薬品関係はこの手のインチキ外国語の宝庫である。平成年代で確認できる例では、発芽発根促進剤の「メネデール（芽根出る）」、蟻殺しの「アリナックス（蟻無くす）」、ナメクジ駆除剤の「ナメトール（ナメ（クジ）取る）」、喉の薬の「ノドヌール（喉塗る）」など。さらにそのパロディ的なものにテデトール（手で取る）がある。
他に、ぎなた読み的な例に「重いコンダラ」（思い込んだら）、日本語の単語ではあるが変なつなぎ方にした例に「ヒヤリ・ハット」がある。このように言葉を切ったり伸ばしたりすることで外国語めいた言葉を作ってしまう例もある。梅津伸幸は書籍『マイクロソフト・シンドローム』（オーエス出版、1998）の中でマイクロソフトの手法を批判するためにバータリーとドロナーワという概念について論議している。前者は場当たり、後者は泥縄からの変形である。
特撮ものの怪獣や怪人などのネーミングも外国語風が使われる。モスラやラドンなどは明らかに英語の語彙を変化させたものである。これらはそれなりに格好良さを求めているが、ヤメタランス（やる気を無くさせる能力を持つ）、オコリンボール（ボール状生物の群体で気が荒い）、モットクレロン（食いしん坊怪獣）などははっきりと日本語の語彙かを変形させ、冗談の印象を与えるものである。また、漫画『ドラえもん』のひみつ道具（ニクメナイン、ネムケスイトールなど）やゲーム『ポケットモンスター』に登場するポケモン（カメックス、ワンリキーなど）にも、これら日本語をもじった名称が多く登場する。
なお、SFやファンタジーにおいても現実に存在しない事象に対する言葉として多くの造語が見られ、往々にしてそれは外国語めいた趣をもつが、それらはまず異世界としての現実感をもたらすための小道具であって、冗談としては意識されない。ただ、中には明らかに現実の用語をもじってインチキ外国語めいた効果をねらった場合もある。手塚治虫の『未来人カオス』には主人公が獣顔の宇宙人と会話するシーンがあるが、ここでは会話が通じないため宇宙人の言葉は全て意味不明の片仮名で記されている。その中で、主人公が宇宙船の設計図を書き、その間違いを宇宙人が指摘するシーンがあるが、そこでの宇宙人のセリフが「クイテス・ミ」「ダッチョ　モウチョ　チョネンテン」である。前者はミステイクの逆読み、後者は脱腸盲腸腸捻転のもじりである。

### 外国語的造語
新しい言葉を作る際に、外国語めかして作る例もある。特に日本では英語の接尾辞をつける例がよく見られる。以下のようなものが代表格である。
-ism（-イズム）元来は「～主義」を意味する接尾辞だが、その物の何かに対する思想や方向性を表す。プロ野球の監督名に付けてその監督の意図する野球のタイプを表し、「野村イズムが浸透してきた」などと言う例がある。他にゴーマニズム、ジャイアニズム、チラリズムなど。
-tic（-ティック・-チック）～的、あるいは～っぽい。発音的にはティックではなく、あえてチックを使うことでチープさを演出する。乙女チック、おかまチック（おかまみたい）など。
-ist（-イスト）元来は「～主義者」を意味する接尾辞だが、何かに対する嗜好を持つ人達を指す。コマキスト（栗原小巻のファン）とサユリスト（吉永小百合のファン）が双璧。
-ee/-er（-（ラ）ー）人を表す接尾辞をつけて人の特徴を表す。オタッキー（おたく）、タカビー（高飛車な人）、シャネラー（シャネルの愛好者）など。また、人名の後に付けて「その人のファッションを模倣する人」を指す。アムラー（安室奈美恵のファッションを模倣する人）、ナオラー（飯島直子のファッションを模倣する人）、ハマダー（浜田雅功のファッションを模倣する人）など。その他1990年代後半に用いられた例としては、タオラー（タオルを頭を覆うように巻いている人）、ツタラー（TSUTAYAに入り浸っている人）、ムジラー（無印良品の愛用者）、シスラー（シースルーの服を着る人）、マヨラー（何でもマヨネーズをかけて食べる人）、ティッシャー（街頭でティッシュを配る人）、ダフィー（ダフ屋）などがある。
-ing（-ング）動作の現在の状態や動作そのものを表す。昭和20年代に流行した「ダベリング」（しゃべる）や「ギョッティング」（ギョッとする）が初期の例とされる。1990年代後半に用いられた例としては、だいじょうビング（大丈夫）、ひまっチング（暇）、デーティング（デート）、腹へっチング（腹が減った）など。
-sky（-スキー）元来は、ロシア人等のスラブ系民族にしばしば見られる名前の語尾を、西側製品のソ連製コピーないし類似品を指すのに使われた（Tu-144「コンコルドスキー」等）ものだが、それとはあまり関係なく日本語の「好き」に引っかけたもので、それを愛好する者を指す。ツンデレスキー（ツンデレ好き）など。

### 名前の変形
日本人の名前をちょっと変形して外国風にする遊びもある。音楽家の諸井誠は「マコトニオ・モンロイ」の名で音楽評論を雑誌に連載した。写真家の荒木経惟は往々にして「天才アラーキー」と呼ばれる。アポロ計画陰謀論を支持する芳賀正光は、自身の著作物を洋書の翻訳物にみせかけるべく「エム・ハーガ著、芳賀正光訳」とした上で、その旨を同書のあとがきで明記している。他には正木敬之（まさきけいし）をK.C.マサーキィ（『ドグラ・マグラ』）や千葉卓三郎（明治憲法に先立って起草された私案「五日市憲法草案の作者」）がタクロン・チーバと名乗った例もある。いくつかの音を引き伸ばして外国風にする場合が多い。
また、個人の名を外国語風にアレンジしたものがそのまま社名やブランド名にまでなった例としては、吉野善三郎が開発したブローニー判フィルムを用いるカメラにゼンザブロニカの名を付した例などがある。また、同様に精密機器メーカーのキヤノン（Canon）の名の由来も熱心な観音経の信者であった創業者の吉田五郎が、小型カメラにKWANON、そのレンズにKASYAPA（カサパ:釈迦の弟子迦葉に由来）という名を付けたことが始まりとされる。カメラの名称については、ニッポンカメラの「ニッカ」、八洲光学の「ヤシカ」、小西六（現在のコニカミノルタ）の「コニカ」など、ライカに倣って日本語＋「カ」という商品名が流行した時期があるが、この当時は写真業界のみならず日本語を外国語風にアレンジする風潮が広く見られ、ハイカラと考えられていた。

## 文学
文学の中に外国語が入る場合に、いいかげんな言葉をあえて入れることで笑いをねらう例もある。例えば、古くはギリシア喜劇のアリストパネスの作品『アカルナイの人々』では、冒頭の議会の場面にペルシア人の使者が登場するが、彼の話す言葉が実はギリシャ人を罵倒する言葉である。
フランソワ・ラブレーの『パンタグリュエル』の中で、パンタグリュエルがパニュルジュを部下にする場面でも、パニュルジュはなぞの外国語を語り、相手を煙に巻く。
カレル・チャペックの『山椒魚戦争』には世界各国の山椒魚に関する記事が集められた章があるが、その中に全く架空の言語（記号の羅列）で作られた記事が一つ混じっている。また日本語で書かれた文もあるが、意味不明な文章になっている。